# تیم ملی فوتبال زیر ۲۰ سال قطر
تیم ملی فوتبال زیر ۲۰ سال قطر (به عربی: منتخب قطر تحت ۲۰ سنة لکرة القدم) ملی جوانان قطر است و تحت نظارت اتحادیه فوتبال قطر است. تیم ملی زیر ۲۰ سال قطر نقش مهمی در توسعه فوتبال در قطر ایفا کرد و اولین لحظه درخشش خود را در صحنه جهانی به آن بخشید، زمانی که در مسابقات قهرمانی جوانان جهان در سال ۱۹۸۱ در استرالیا به مقام دوم رسید.